# Municipio de Maine (condado de Cook)
El municipio de Maine (en inglés: Maine Township) es un municipio ubicado en el condado de Cook en el estado estadounidense de Illinois. En el año 2010 tenía una población de 135772 habitantes y una densidad poblacional de 2.003,74 personas por km².

## Geografía
Según la Oficina del Censo de los Estados Unidos, el municipio tiene una superficie total de 67.76 km², de la cual 67.16 km² corresponden a tierra firme y (0.89%) 0.6 km² es agua.

## Demografía
Según el censo de 2010, había 135772 personas residiendo en el municipio de Maine. La densidad de población era de 2.003,74 hab./km². De los 135772 habitantes, el municipio de Maine estaba compuesto por el 75.3% blancos, el 2.16% eran afroamericanos, el 0.39% eran amerindios, el 14.92% eran asiáticos, el 0.03% eran isleños del Pacífico, el 4.76% eran de otras razas y el 2.43% pertenecían a dos o más razas. Del total de la población el 12.75% eran hispanos o latinos de cualquier raza.